# Горногермански езици
Горногерманските езици (Hochdeutsch) се говорят в Германия, Австрия, Швейцария, Люксембург, Лихтенщайн и съседните части на Белгия, Франция (Елзас), Италия, Полша и Румъния (Трансилвания), както и в някои бивши германски владения като Намибия. Немският е един от горногерманските езици.
Горногерманските езици включват:
- Среднонемски езици
  - Източни среднонемски езици
    - Стандартен немски език
    - Горносаксонски език — в Саксония и Саксония-Анхалт
    - Долносилезийски език — в Долна Силезия, Саксония и Североизточна Чехия

  - Западни среднонемски езици
    - Старофранкски език – изчезнал през 19 век
    - Мозелфранконски езици
      - Люксембургски език — в Люксембург и съседните части на Белгия и Франция

    - Рейнфранконски езици
      - Пфалцки език — в Рейнланд-Пфалц

    - Рипуарски франконски езици
      - Кьолнски език — около Кьолн

    - Пенсилвански немски език — в САЩ и Канада
    - Майнски франкски език — по река Майн
- Горнонемски езици
  - Алемански езици
    - Швейцарски немски език — в Швейцария, Елзас, Лихтенщайн и съседните части на Австрия и Германия
    - Алеман колонейро — във Венецуела
    - Швабски език — във Вюртемберг и Западна Бавария
    - Валсер — в Южна Швейцария, Лихтенщайн и съседните части на Австрия и Италия

  - Австрийско-баварски езици
    - Баварски език — в Австрия, Бавария и съседните части на Чехия, Унгария и Италия
    - Хутеритски немски език — в САЩ и Канада
    - Симбрийски език — в Североизточна Италия
    - Мокено — в Североизточна Италия
- Идиш
- Виламовицки език